# Abathomphalus
Abathomphalus es un género de foraminífero planctónico de la subfamilia Abathomphalinae, de la familia Globotruncanidae, de la superfamilia Globotruncanoidea, del suborden Globigerinina y del orden Globigerinida. Su especie tipo es Globotruncana mayaroensis. Su rango cronoestratigráfico abarca el Maastrichtiense superior (Cretácico superior).

## Descripción
Abathomphalus incluía especies con conchas trocoespiraladas, de trocospira baja a plana, lado umbilical plana o cóncavo, y de forma discoidal subpoligonal; sus cámaras tenían forma petaloidea; su contorno era lobulado, subcuadrado a subpoligonal; su periferia era angulosa a truncada, con dos carenas bordeando una banda imperforada periférica; la carena del lado umbilical podía consistir en un anillo de costillas transversales cortas; su ombligo era pequeño; su abertura principal era umbilical-extraumbilical, con tegilla por coalescencia de pórticos y con aberturas accesorias distales; presentaban pared calcítica hialina, macroperforada, con una superficie pustulada, y costulada en el lado umbilical, con costillas cortas en alineamientos concéntricos en el lado espiral y radiales.

## Discusión
Clasificaciones posteriores han incluido Abathomphalus en la superfamilia Globigerinoidea.

## Paleoecología
Abathomphalus incluía especies con un modo de vida planctónico, de distribución latitudinal preferentemente tropical-subtropical, y habitantes pelágicos de aguas profundas (medio mesopelágico inferior a batipelágico superior).

## Clasificación
Abathomphalus incluye a las siguientes especies:
- Abathomphalus mayaroensis †
- Abathomphalus intermedius †

Otras especies consideradas en Abathomphalus son:
- Abathomphalus asteroidalis †
- Abathomphalus salajensis †